# 交番磁界
交番磁界（こうばんじかい）は、時間と共に大きさと方向が変化を繰り返す磁界。
導体に電流を流すと、その周りには流れた電流の大きさに応じた強さの磁界が生じる。導体に流す電流が交流の場合には、交流電流は時間と共にその大きさと方向が変化するので、それによってできる磁界の大きさと方向も電流と歩調を合わせて変化する。このような磁界を交番磁界という。